# Centre scientifique canadien de santé humaine et animale
Le Centre scientifique canadien de santé humaine et animale (CSCHAH) est un complexe de laboratoires de maladies infectieuses situé à Winnipeg, au Manitoba, exploité par le gouvernement du Canada. Cette installation abrite deux laboratoires : le Laboratoire national de microbiologie (en) de l'Agence de la santé publique du Canada et le Centre national des maladies animales exotiques (en) de l'Agence canadienne d'inspection des aliments.
Alors que la majeure partie de l'espace de laboratoire est dédiée aux laboratoires de niveau de confinement 2 et 3, le CSCSHA est la seule installation au Canada à exploiter des laboratoires de niveau de confinement P4 et est la première installation au monde à avoir des laboratoires de niveau 4 pour humains et animaux sous un même toit.